# Imari, Saga
Imari (伊万里市 (Y Vạn Lý) Imari-shi) là thành phố thuộc tỉnh Saga, Nhật Bản. Tính đến ngày 1 tháng 10 năm 2020, dân số ước tính thành phố là 52.629 người và mật độ dân số là 210 người/km2. Tổng diện tích thành phố là 255,3 km2.